# Impero serbo
L'Impero serbo (in serbo Српско Царство?, Srpsko Carstvo) o Grande Serbia fu un impero medievale dei Balcani che nacque dal regno serbo nel XIV secolo. L'Impero esistette dal 1346 al 1371 e fu uno dei maggiori stati europei dell'epoca.

## Storia
Lo stato serbo medievale raggiunse il suo apice alla metà del XIV secolo, durante il regno di Stefano Dušan, che si proclamò nel 1345 imperatore (zar) a Serres e fu solennemente incoronato a Skopje il 16 aprile 1346 come "Zar ed autocrate dei serbi e dei romani" dal neocreato Patriarca serbo Joanikie II con l'aiuto del patriarca bulgaro Simeone e dell'arcivescovo di Ocrida, Nicola.
Stefan Dušan introdusse anche il Dušanov Zakonik (Codice di Dušan, 1349), un risultato giuridico unico negli stati europei dell'epoca. L'imperatore Dušan aprì nuove vie di commercio e rafforzò l'economia dello stato. L'Impero serbo fiorì, risultando una delle nazioni più evolute e culturalmente avanzate del continente. Alcune delle opere d'arte serbe medievali furono proprio create durante questo periodo: tra tutte si ricorda principalmente il Nomocanon di San Sava.
L'Imperatore Stefano Dušan raddoppiò l'estensione del suo precedente regno, annettendo territori a sud, sud-est ed est a spese di Bisanzio. Gli successe il figlio Uroš, chiamato "il Debole", un termine che potrebbe anche essere applicato allo stato dell'impero, che cadde presto nell'anarchia feudale. Questo periodo fu segnato dalla nascita di un nuovo pericolo: il sultanato dei turchi ottomani che si spinsero gradualmente dall'Asia verso l'Europa conquistando dapprima Bisanzio, e poi gli altri stati balcanici.

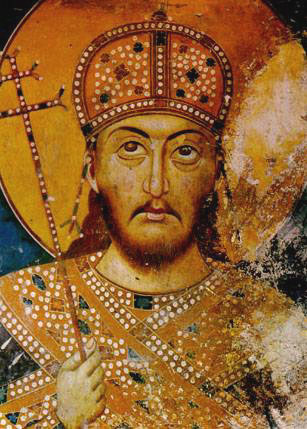
Stefan Dušan, imperatore della Serbia (1346-1355)

Non essendo in grado di sostenere il grande impero creato dal padre, Uroš non poté sconfiggere gli attacchi dei nemici, né combattere l'indipendenza della nobiltà. L'Impero serbo di Stefan Uroš si frammentò in una conglomerazione di principati, alcuni dei quali non riconobbero nemmeno il suo potere. Stefano Uroš V morì senza figli nel dicembre 1371, dopo che gran parte della nobiltà serba era stata sconfitta dai turchi nella battaglia della Marizza nello stesso anno.

## Imperatori
- Stefan Uroš IV Dušan di Serbia (1346-1355)
- Stefan Uroš V di Serbia (1355-1371)